# Blaison-Gohier
Blaison-Gohier è un ex comune francese di 1 134 abitanti situato nel dipartimento del Maine e Loira nella regione dei Paesi della Loira. Dal 1º gennaio 2016 forma con Saint-Sulpice il nuovo comune di Blaison-Saint-Sulpice.

## Società

### Evoluzione demografica
Abitanti censiti